# Lophomachia picturata
Lophomachia picturata là một loài bướm đêm trong họ Geometridae.